# Kostel svatého Matouše (Hať)
Kostel svatého Matouše je barokní římskokatolický farní kostel římskokatolické farnosti Hať, která se nachází na katastrálním území obce Hať v okrese Opava. V roce 1964 byl zapsán do Ústředního seznamu kulturních památek České republiky.

## Historie
Pravděpodobně v místě původního dřevěného kostela s věží z 16. století, který byl stržen v roce 1729, byl v letech 1729–1731 postaven  opavskou jezuitskou kolejí zděný kostel. Přípravy na stavbu kostela byly zahájeny už v roce 1726, kdy byl do Hatě navezen lomový kámen. Na podzim 1730 byla položena střecha a v závěru 1. dubna 1731 byl rektorem opavských jezuitů Karlem Lutticzem a farářem Martinem Dionýzem Řehulkou položen základní kámen. Kámen s vypáleným letopočtem 1731 se nachází za hlavním oltářem. Klenutý kostel byl postaven z lomového kamene a cihel, na jižní straně kněžiště byla přistavěna věž, jejíž přízemní část sloužila jako sakristie a v patře byla oratoř. Odstupněné kněžiště bylo tvořeno apsidou. V kostele byl hlavní oltář s obrazem svatého Matouše a boční oltáře svaté Barbory (na evangelijní straně), Ecce Homo (na epištolní straně) a svatého Jana Nepomuckého (u hlavních dveří). Na kruchtě byly varhany, které měly deset rejstříků.
V letech 1893–1894 provedl zednický mistr Josef Holuscha z Dolního Benešova přestavbu v historizujícím slohu. Během ní byla odbourána kruchta s bočními pavlačemi a bočními schodišti, dále vstupní předsíň v ose západního průčelí a loď byla prodloužena. V interiéru byly v roce 1894 doplněny tři nové oltáře, které vytvořil ratibořský sochař Josef Rzytki.
Na konci druhé světové války byla zasažena věž a kostel byl poničen. Po ukončení války byla věž opravena a provedeno nové pokrytí střechy. V období 1967–1969 byla opravena fasáda a výmalba kostela.
V letech 1996–2000 byla provedena generální oprava, při které byly opraveny krovy, střecha, báň věže, rekonstruovány byly věžní hodiny, fasády, provedena nová elektroinstalace, výmalba a další.
Kostel obklopuje hřbitov, v jehož severní části stojí budova smuteční síně. U hlavní brány stojí pomník obětem první světové války se jmény padlých a nezvěstných občanů Hatě a Darkovic na masivním bílém mramorovém kříži. Naproti vstupu do kostela stojí pomník obětem druhé světové války postavený v roce 2000.
Od roku 2019 je u kostela křížová cesta, viz článek Křížová cesta (Hať).

## Architektura

#### Exteriér
Kostel je jednolodní zděná omítnutá orientovaná stavba na obdélném půdorysu s půlkruhovou apsidou (kněžiště) a dvoupatrovou věží na jižní straně kněžiště. Na severní straně jsou přistavěny dvě kaple, na jižní straně je jedna kaple. Podélní zdi lodi podpírají dvakrát odstupňované opěrné pilíře.
Sedlová střecha s kuželovým závěrem je krytá břidlicí. Kaple a předsíň mají pultovou střechu. Věž je ukončena helmicí s lucernou a cibulí a křížem. Báň kříže byla při poslední opravě pozlacena. Ve štítovém průčelí jsou prázdné výklenky, ve kterých se původně nacházely sochy svatého Ignáce a svatého Františka Xaverského a ve štítu letopočet 1894.

### Interiér
Loď má valenou klenbu s lunetami na pasech, v kněžišti je koncha s výsečemi. Sakristie v podvěží má křížovou klenbu. Kruchta s dřevěnou poprsnicí je nesena čtyřmi litinovými sloupy, prostor pod kruchtou osvětlují čtyři oválná okna. Okna lodi v hlubokých špaletách lemována šambránou jsou zakončena půlkruhovým záklenkem. Mezi okenními výklenky jsou zdvojené pilastry s římsovými hlavicemi.
Boční oltáře z roku 1894 mají jednu zvláštnost. Na jednom z nich je místo Božského oka v trojúhelníku Božské ucho v trojúhelníku a na oltáři svatého Jana Nepomuckého je v trojúhelníku jazyk.

## Zvony
Ve správě faráře Jana Josefa Hennera z roku 1691 je uvedeno, že v dřevěné zvonici jsou zavěšeny dva zvony. Ze záznamů v kronice z roku 1731 jsou uváděny dva zvony, které byly zavěšeny do nové zděné zvonice. V kostelním inventáři z roku 1821 jsou uváděny tři zvony. První zvon byl barokní umíráček z roku 1781 s nápisem: Gloria. Druhý zvon byl pozdněgotický z roku 1504 o průměru 81 cm, o hmotnosti 320 kg a s nápisem: O rex glorie veni cvm pace. a d m ccccc iiii . ihesus maria. Třetí zvon opět pozdněgotický z roku 1513 o průměru 105 cm a s nápisem: O rex  glorie /veni/ cvm pace. ioannes matevs marcvs lvcas ihesvs maria. a. d. m ccccc xiii. V roce 1942 byly všechny tři zvony rekvírovány. 
V roce 1970 byl nalezen zvon z roku 1504, který nebyl roztaven pro válečnou výrobu. Po válce v roce 1950 byl zavěšen v kostele v Holzgerlingenu  (nedaleko Stuttgartu) v Německu. Po dlouhých průtazích ze strany tehdejších československých úřadů byl navrácen a zavěšen zpět 14. července 1980. Protože nebylo jisté zda se zvon vrátí, nechali občané Darkovic a Hati v roce 1980 ulít dva zvony. Ve věži jsou zavěšeny tři zvony - jeden z roku 1504 a dva z roku 1980.